# Christiane Rousseau
Pour les articles homonymes, voir Rousseau.
Christiane Rousseau (née le 30 mars 1954 à Versailles, France) est une mathématicienne française et canadienne, professeure au département de mathématiques et de statistique à l'Université de Montréal. Elle a été présidente de la Société mathématique du Canada de 2002 à 2004.

## Carrière
Rousseau obtient son doctorat de l'Université de Montréal en 1977, sous la supervision de Dana Schlomiuk, avec une thèse intitulée « Topos Theory and Complex Analysis ». Après des recherches postdoctorales à l'Université McGill, elle rejoint la faculté de l'Université de Montréal en 1979, et a est promue professeure en 1991. De 2008 à 2009, elle est directrice intérimaire du Centre de recherches mathématiques.
De 2011 à 2014 elle est vice-présidente de l'Union mathématique internationale. Elle initie l'Initiative Mathematics on Planet Earth 2013 (MPE 2013), soutenue par l'UNESCO et pilote le choix de la Journée internationale des mathématiques (le 14 mars).

## Travaux
Rousseau s'intéresse principalement aux équations différentielles et aux systèmes dynamiques, mais aussi, par exemple, aux algèbres de Lie, avec des applications à la grande unification. Entre autres, elle s'occupe des singularités des équations différentielles, de la théorie des bifurcations, du 16ème problème de Hilbert (pour la partie sur les équations différentielles) et l'analyse d'importantes équations différentielles en biologie mathématique, comme les équations de prédation de Lotka-Volterra. Elle participe activement à des programmes de vulgarisation des mathématiques dans les écoles secondaires et dans les cégeps, notamment avec des présentations et en rédigeant plus de 35 articles de vulgarisation dans la revue Accromath.

## Prix et distinctions
Elle a reçu le prix Adrien-Pouliot et le Prix Abel-Gauthier de l'Association mathématique du Québec, en 2009 le Prix Graham Wright pour services distingués de la Société mathématique du Canada et en 2014 le Prix George Pólya de la Mathematical Association of America pour son article « How Inge Lehmann Discovered the Inner Core of the Earth ». En 2012, elle est devenue fellow de l'American Mathematical Society (AMS). En 2018, elle est devenue la première récipiendaire du prix Bertrand Russell de l'AMS visant à promouvoir les valeurs humaines et le bien commun à travers les mathématiques. Elle est membre de la promotion inaugurale de fellows de la Société mathématique du Canada 2018.
Elle est nommée à l’Ordre du Canada en 2024, avec le rang d’Officier.

## Publications
Elle a publié plus de 75 articles scientifiques et un livre
- avec Yvan Saint-Aubin : « Mathématiques et Technologie », Springer 2009[14]. Traduit en allemand[15], portugais[16] et en anglais[17].